# Barbara Erni
Maria Barbara Erni, auch als Goldene Boos bekannt, (* 15. Februar 1743 in Altenstadt bei Feldkirch; † 26. Februar 1785 in Eschen) war eine Vagantin und Diebin. Sie wurde als letzte Person im Fürstentum Liechtenstein hingerichtet.

## Biografie
Am 27. Mai 1784 wurde Barbara Erni auf frischer Tat bei einem Einschleichdiebstahl «auf Müsnen» (Gebiet Mösma oberhalb des Dorfes Eschen) aufgegriffen. Da ihr in den folgenden Nachforschungen mehr als drei Diebstähle nachgewiesen wurden, wurde sie nach der Constitutio Criminalis Carolina zum Tode verurteilt. Der Prozess fand vor der Kapelle auf dem Rofenberg statt. Dieser Platz hatte bereits seit 1573 als Landgemeindeplatz der Gerichtsgemeinde Untere Landschaft gedient. Die Hinrichtung fand auf dem Richtplatz Güdigen statt und wurde von dem Bregenzer Scharfrichter durchgeführt. Am 26. Februar 1785 wurde sie mit dem Schwert enthauptet.
Ihr Schicksal fand schon bald Eingang in die Liechtensteiner Sagen und ist heute eine der bekannteren Sagen. Künstlerische Bearbeitungen umfassen unter anderem das Gefangenenlied der goldenen Boos (veröffentlicht in: Vier weltliche schöne und neue Lieder. Um 1800). Die Neoklassik-/Rockband WeltenBrand widmete ihr ein Lied auf ihrem 1997 erschienenen Musikalbum Das Nachtvolk. Des Weiteren ist die Goldene Boos-Gasse in Eschen nach ihr benannt.